# Fondali di Capo Vaticano
Fondali di Capo Vaticano este o arie protejată (arie specială de conservare — SAC, sit de importanță comunitară — SCI) din Italia întinsă pe o suprafață de 802 ha, integral marine.

## Localizare
Centrul sitului Fondali di Capo Vaticano este situat la coordonatele 38°37′13″N 15°49′18″E / 38.620278°N 15.821667°E.

## Înființare
Situl Fondali di Capo Vaticano a fost declarat sit de importanță comunitară în septembrie 1995 pentru a proteja 2 specii de animale. Situl a fost protejat și ca arie specială de conservare în iunie 2017.

## Biodiversitate
Situată în ecoregiunea mediteraneană, aria protejată conține 3 habitate naturale: Recifuri, Straturi cu Posidonia (Posidonion oceanicae), Bancuri de nisip acoperite în permanență slab de apă marină.
La baza desemnării sitului se află mai multe specii protejate:
- mamifere (1): delfin mare (Tursiops truncatus)
- reptile (1): Caretta caretta

Pe lângă speciile protejate, pe teritoriul sitului au mai fost identificate 2 specii de mamifere, 3 specii de nevertebrate, 1 specie de reptile.